# Piotr Kmita Sobieński

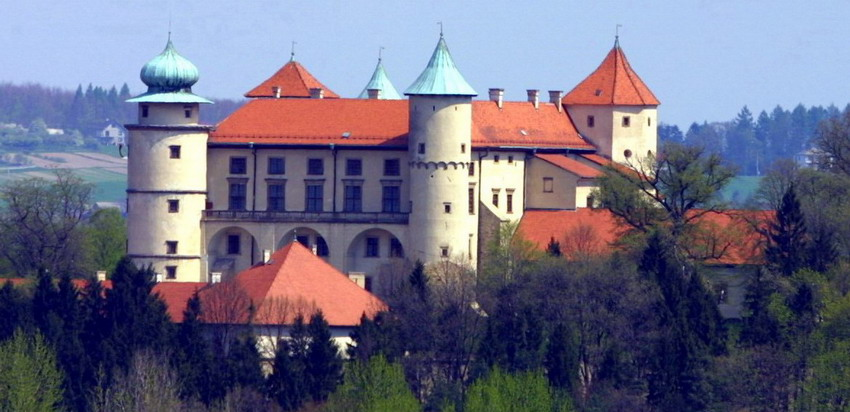
Zamek w Wiśniczu własność Piotra Kmity Sobieńskiego, hrabiego Wiśnicza. Obecnie stan prawny obiektu jest nieuregulowany i administruje nim Muzeum Ziemi Wiśnickiej

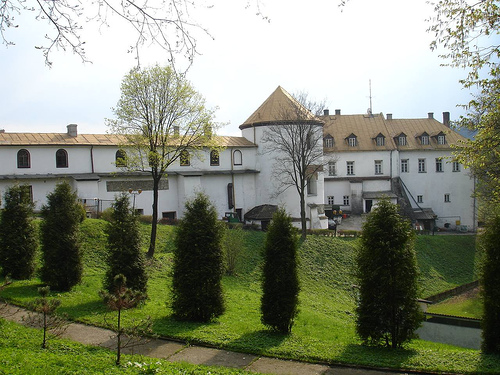
Zamek w Lesku wybudowany przez Piotra Kmitę Sobieńskiego, w kolejnych latach własność Stadnickich, Mniszchów i Krasickich, obecnie hotel

Piotr Kmita Sobieński hrabia na Wiśniczu herbu Szreniawa (łac. Petrus Kmita de Wisnicze, Petrus Cmitha in Wissnicze, również, Kmitha, ukr. Петро Кміта, słow., węg. Peter Kmita z Sobnia, ur. w 1477, zm. 31 października 1553 roku) – marszałek wielki koronny od 1529 roku, marszałek nadworny koronny w latach 1518–1529, wojewoda krakowski w latach 1536–1553, starosta generalny krakowski w latach 1533–1553, starosta spiski (1522–1553), wojewoda sandomierski od 1535 roku, kasztelan sandomierski od 1532 roku, kasztelan wojnicki w latach 1527–1532, starosta kolski od 1524, starosta przemyski od 1511.
Jeden z najbogatszych i najbardziej wpływowych ludzi w ówczesnej Polsce. Właściciel dóbr leskich, które do śmierci dziedziczył wraz ze Stuposianami i innymi miejscowościami w Bieszczadach. Był dziedzicem 28 wsi, min. Wiśnicza i Sobienia oraz wielu majątków królewskich m.in. Lipnicy Murowanej.
Był młodszym synem Stanisława Kmity i Katarzyny z Tarnowskich, mężem Barbary Kmity (odziedziczyła po nim m.in. Lesko, Zagórz), wnukiem Jana Kmity oraz szwagrem Jana Herburta. Wykształcony i gorący zwolennik Erazma z Rotterdamu.

## Tytuły łacińskie
Petrus Cmitha comes a Vyssnycze, palatinus et capitaneus Cracoviensis, regni Poloniae supremus marsalcus ac Scepusiensis, Premisliensis, Sandecensis et Colensis capitaneus (1540).

## Życiorys
Młodość spędził na dworze cesarza Maksymiliana I, gdzie odznaczał się męstwem w jego wojsku i nabrał humanistycznej ogłady. Poseł małopolski na sejm piotrkowski 1503 roku. Walczył z Tatarami w bitwie pod Wiśniowcem i z Rosjanami w bitwie pod Orszą, w 1520 roku brał udział w wojnie z zakonem krzyżackim. W 1518 został marszałkiem nadwornym koronnym, w 1522 roku był posłem Polski na sejm Rzeszy w Norymberdze. W 1524 roku pobił wojska tureckie pod Trembowlą. W 1520 roku otrzymał od króla Zygmunta I prawo pobierania myta w Ustjanowej na utrzymanie drogi w należytym stanie. Był sygnatariuszem aktu traktatu krakowskiego w 1525 roku.
Był jednym z najbardziej zaufanych stronników królowej Bony Sforzy, wspierał jej plany powołania na Węgrzech stronnictwa narodowego przeciwko Habsburgom, potem ze szlachtą walczącą o przywileje, w końcu z Zygmuntem Augustem. Udał się na Węgry by wesprzeć Jana Zapolyę. Wszedł do tzw. triumwiratu przy Bonie, obok Piotra Gamrata i Andrzeja Krzyckiego. W 1532 został dzięki Bonie kasztelanem sandomierskim, w 1533 starostą krakowskim. W 1535 dostał województwo sandomierskie, które w 1536 zamienił na krakowskie. W 1523 otrzymał od cesarza Karola V, tytuł hrabiego na Wiśniczu. W polityce wewnętrznej chociaż był stronnikiem Bony, jednakowoż stał się trybunem średniej szlachty. Toczył spór z Zygmuntem Augustem, sprzeciwiając się poślubieniu przez króla Barbary Radziwiłłówny. Na sejmie w r. 1550 dokonał zasadniczego zwrotu; stając po stronie władcy, a 24 sierpnia, uroczyście podejmował Zygmunta z Barbarą na zamku wiśnickim.
Był mecenasem kultury, jego dwór w Wiśniczu był jednym z najświetniejszych ośrodków polskiego renesansu, gromadząc najwybitniejsze umysły epoki spośród prawników, pisarzy i poetów. Jego sekretarzem był m.in. Stanisław Orzechowski, a dworzaninem Marcin Bielski, Kmita finansował wydawanie wierszy Klemensa Janicjusza. Wzbudzał podziw u współczesnych w całej Europie – Erazm z Rotterdamu dedykował mu swoje dzieła. Był zdecydowanym przeciwnikiem Reformacji, bogato uposażając wiele świątyń katolickich.
Kmita zmarł bezpotomnie na zamku krakowskim 31 października 1553 roku, a pogrzeb odbył się miesiąc później. Pochowany został w nieistniejącej już dziś kaplicy św. Antoniego w katedrze wawelskiej, w rodzinnym mauzoleum.